# Bucculatrix ilecella
Bucculatrix ilecella är en fjärilsart som beskrevs av August Busck 1915. Bucculatrix ilecella ingår i släktet Bucculatrix och familjen kronmalar. Inga underarter finns listade i Catalogue of Life.